# Usnea substerilis
Usnea substerilis är en lavart som beskrevs av Motyka. Usnea substerilis ingår i släktet Usnea och familjen Parmeliaceae.  Arten är reproducerande i Sverige. Inga underarter finns listade i Catalogue of Life.